# Relaciones España-México
Las relaciones hispano-mexicanas hacen referencia a las relaciones bilaterales entre los Estados Unidos Mexicanos y el Reino de España. La relación diplomática entre ambas naciones se basa en vínculos históricos y culturales compartidos. Ambos países son miembros de pleno derecho de la ABINIA, la ASALE, la AICO, el BERD, la BIPM, el CAF, la CEPAL, la COPANT, la CEI, la COMJI, el CERLALC, la FELABAN, la Fundación EU-LAC, el IICA, el G-20, la OCDE, la OEI, la OISS la OIJ, la ONU y la SEGIB. También comparten su pertenencia al sistema de Cumbres Iberoamericanas.

## Historia

### Conquista española

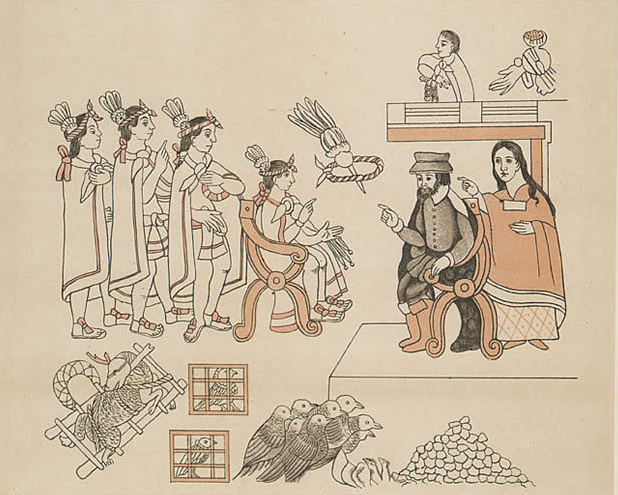
El conquistador español Hernán Cortés y su amante indígena La Malinche conociendo al emperador azteca Moctezuma II en 1519.

El explorador español Hernán Cortés condujo expediciones en lo que hoy es México en 1518, estableciendo la ciudad de Veracruz a su llegada. Tenochtitlan, la capital del Imperio azteca, fue conquistada por los españoles y los tlaxcaltecas en 1521. Reconstruida en la actual Ciudad de México, se convirtió en la capital del Virreinato de Nueva España en 1535. El virreinato tenía una jerarquía social estratificada en la raza con los criollos en la parte superior, los cuales contaban con más derechos civiles, hasta que se instauraron las Leyes de Indias por todo el territorio americano del Imperio español. Asimismo, se reconocieron los derechos de la nobleza mexica, la cual, convivió y cogobernó con los españoles durante el virreinato.

### Guerra de Independencia Mexicana
A finales del siglo XVIII y principios del siglo XIX surgieron sentimientos revolucionarios en los países de Europa Occidental y sus colonias. El sentimiento surge en México después de la ocupación de España por el emperador revolucionario francés Napoleón Bonaparte en 1808, y en 1810 el discurso del Grito de Dolores del sacerdote católico mexicano Miguel Hidalgo y Costilla contra el dominio español es ampliamente reconocido como el comienzo de la Guerra de Independencia de México en 1811, Hidalgo fue ejecutado, pero su movimiento siguió luchando hasta el establecimiento de la independencia constitucional del Imperio mexicano en 1821, a raíz de los Tratados de Córdoba. El Imperio fue disuelto y la Primera República Federal fue creada en 1823.

### Post-independencia
España estableció relaciones diplomáticas con México el 26 de diciembre de 1836 (quince años después de que México declarara su independencia). En un principio, la relación diplomática entre las dos naciones era tensa debido a que México había sido un antiguo territorio de España y los esfuerzos infructuosos de este último para reconquistar su antiguo virreinato, en los años siguientes al mando del general Isidro Barrada Valdés.
El general Juan Prim ordenó al ejército expedicionario español a México en 1862, cuando España, Francia y Reino Unido solicitaron el pago forzoso del gobierno liberal de Benito Juárez para préstamos. Prim simpatizaba con la causa liberal en México, por lo que se negó a consentir los ambiciosos planes del emperador francés Napoleón III, y retiró las fuerzas españolas después de una reunión con Manuel Doblado.

### SigloXX
Durante la guerra civil española (1936-1939), México había proporcionado armas y refugio a políticos perseguidos por el bando franquista. A lo largo de la guerra, los voluntarios mexicanos se unieron al bando republicano para luchar contra Francisco Franco. En 1939, cuando Francisco Franco tomó el poder en España tras su triunfo en la guerra civil, México rompió las relaciones diplomáticas. El presidente mexicano Lázaro Cárdenas del Río recibió a miles de exiliados de la guerra civil y envió armas a los republicanos. Asimismo, durante y después de la guerra civil, miles de españoles buscaron asilo en México y el excónsul de México en Marsella (Francia), Gilberto Bosques, emitió visados a miles de españoles que no deseaban quedarse en la España franquista, así como a otros asilados para buscar refugio en México.
En septiembre de 1975, dos meses antes de que Franco falleciera, dos miembros de la organización terrorista ETA y tres miembros de la banda terrorista FRAP fueron fusilados por actos de terrorismo. El gobierno del presidente Luis Echeverría canceló los vuelos entre Madrid y la Ciudad de México, cerró la Oficina de Negocios de España en el país y la representación de la agencia de noticias EFE. El gobierno franquista contestó cerrando la Oficina mexicana en Madrid y la representación turística, declarándole al presidente Echeverría que no anduviera presumiendo de estatura moral pues él había participado como secretario de Gobernación en la Masacre de Tlatelolco de 1968. Las relaciones limitadas entre México y España se rompieron, pero a Francisco Franco le quedaba muy poco tiempo de vida y en los dos países sus clases dirigentes esperaban el momento para restablecerlas. La muerte de Franco el 20 de noviembre de 1975, así como la actitud del gobierno mexicano durante la guerra civil española y la posterior dictadura franquista, permitieron que los dos países volvieran a acercarse.
México y España restablecieron las relaciones diplomáticas el 28 de marzo de 1977. El expresidente Gustavo Díaz Ordaz fue nombrado embajador de México en la península ibérica (el primero después de Adalberto Tejeda Olivares en 1938), pero dejó el puesto luego de que la prensa le hiciera constantemente preguntas obligados sobre lo ocurrido en Tlatelolco. El escritor Carlos Fuentes había renunciado tiempo antes a su cargo como embajador de México en Francia en señal de protesta por el nombramiento del exmandatario como embajador en España, luego de la muerte de Francisco Franco. En varias ocasiones, ambos países se habían apoyado diplomáticamente y ha habido varias visitas de alto nivel y reuniones entre ambos gobiernos, incluso visitas de la familia real española. Poco después de restablecer las relaciones diplomáticas en 1977, el presidente español Adolfo Suárez realizó una visita oficial a México, la primera de un jefe de Gobierno español. Ese mismo año, en octubre de 1977, el presidente mexicano José López Portillo realizó una visita oficial a España.En noviembre de 1978, el viaje de los reyes de España a México simbolizó la reconciliación de España con los exiliados republicanos.

### SigloXXI
Varios países latinoamericanos, entre ellos México, han sido acusados de refugiar a miembros de la organización terrorista ETA buscados en España y Francia, siendo Canadá y Estados Unidos los únicos países americanos que clasificaron esta organización como grupo terrorista.
Del 29 de junio al 1 de julio de 2015, los reyes de España, Felipe VI y Letizia Ortiz, realizaron una visita de Estado a México. Fueron recibidos por el jefe de Gobierno del Distrito Federal, Miguel Ángel Mancera, en el Palacio del Ayuntamiento, en donde recibieron el nombramiento de Huéspedes Distinguidos. El rey Felipe VI asistió al Foro Empresarial México España, en el que también participaron empresarios y representantes de los gobiernos de las dos naciones. En tanto, la Reina Letizia participó en un encuentro con la Alianza Iberoamericana de Enfermedades Raras. También fueron recibidos en sesión solemne en el Senado de la república, en donde se entonaron los himnos de las dos naciones y firmaron el libro de visitas. Don Felipe y Doña Letizia asistiron a un almuerzo que organizó la Embajada de España en México, durante el cual tuvo oportunidad de convivir y platicar con miembros de la comunidad española en México. Sus Altezas Reales viajaron a Zacatecas, donde llevaron a cabo la clausura del coloquio "pasado, presente y futuro" de las relaciones entre México y España, en el Museo Virreinal de Guadalupe. El presidente mexicano, Enrique Peña Nieto, y su esposa, Angélica Rivera, acompañaron a la pareja real a la mayoría de sus compromisos, incluyendo este último.
El 19 de septiembre de 2017, México sufrió un terremoto de 7,1 grados que afectó gravemente a diferentes zonas del país incluyendo su capital, Ciudad de México, donde varios edificios colapsaron. Al día siguiente, la Unidad Militar de Emergencias (UME) comenzó el despliegue progresivo de un equipo de Búsqueda y Rescate Urbano (USAR) con capacidad de apoyo sanitario, comunicaciones y logística. Un total de 54 militares, dos de ellos del Ejército de Tierra, que volaron a México en un Airbus del Ejército del Aire como respuesta a una petición bilateral del Gobierno de ese país. Coordinados por el Comando Centralizado de Gestión de Equipos internacionales, el equipo USAR de la UME colaboró con los servicios de emergencia del país para rescatar al mayor número de personas con vida y recuperar los cuerpos sin vida que pudieran quedar atrapados entre los escombros.
En 2019, el presidente mexicano, Andrés Manuel López Obrador, clasificó las inversiones extranjeras en México como "neocolonialistas" y vinculó sin pruebas a empresas españolas y estadounidenses, misma situación política que ocurrió en otros países latinoamericanos como Argentina o Bolivia. En enero, el presidente del Gobierno español, Pedro Sánchez, realizó una visita oficial a México y se reunió con el presidente mexicano. Ambos líderes conmemoraron los ochenta años desde el final de la guerra civil española, reconociendo la apertura de México para recibir a miles de refugiados españoles que huyeron de sus hogares y su contribución a su país adoptivo. Sin embargo, en marzo, el Gobierno mexicano exigió una disculpa pública a España por la conquista de México, la cual fue firmemente rechazada, tanto por la Corona y el Gobierno español como por el Congreso Nacional Indígena (CNI) de México a través de su vocera, María de Jesús Patricio Martínez, quien calificó la petición como “una simulación” y expuso que lo que debe de hacer el mandatario mexicano es dejar de despojar de la tierra a las comunidades indígenas. Además, un 62% de la población mexicana cree que López Obrador utilizó la conquista para hacer política, mientras que más de la mitad de los mexicanos (55%) no considera necesaria una disculpa por la colonización. De hecho, los descendientes del emperador azteca Moctezuma II, como Juan José Marcilla de Teruel-Moctezuma y Valcárcel (actual titular del ducado de Moctezuma de Tultengo), criticaron al mandatario mexicano, considerando que no tiene sentido pedir disculpas por algo que pasó hace cinco siglos, además que no desean que sus antepasados se usen con fines políticos para provocar división social.
En noviembre de 2020, la canciller española, Arancha González Laya, realizó una visita a México. En abril de 2021, la visita fue correspondida por el canciller mexicano, Marcelo Ebrard, cuando realizó una visita a España. Durante su visita, Ebrard anunció que México participará en la Fase 3 del proyecto español de una vacuna contra COVID-19. Además, Ebrard anunció que España tomó la decisión de compartir vacunas con otros países de América Latina y el Caribe.
En febrero de 2022, el presidente mexicano, López Obrador, pidió "pausar" las relaciones entre México y España, acusando a las empresas españolas de "saqueo" y declarando que la actual relación bilateral no es buena. El Gobierno español rechazó tajantemente estas descalificaciones contra España y sus empresas. A esto, se sumaron las críticas de los Gobiernos estadounidense y canadiense por la polémica reforma en el sector eléctrico del Gobierno mexicano, la cual, ha sido acusada de violar los términos del T-MEC. Por otra parte, en marzo, el ministro español de Asuntos Exteriores, José Manuel Albares, viajó a México y junto con el canciller mexicano, Marcelo Ebrard, ambos países acordaron “acelerar la relación” en lugar de "pausarla" como pidió en febrero el presidente López Obrador. Durante la reunión, los dos cancilleres firmaron cuatro acuerdos de cooperación política, cultural, científica y en materia de feminismo, pero lo más significativo ha sido la coincidencia de ambos en reactivar “lo antes posible” la llamada Comisión Binacional, un espacio de colaboración diplomática creado en 1977.
En mayo de 2022, el Congreso de México instaló un grupo de amistad con España. El presidente del grupo, el diputado Anuar Roberto Azuar del PAN, calificó de "necesario y oportuno" el encuentro con el embajador español, Juan López-Doriga Pérez, quien acudió a la Cámara Baja del Congreso para firmar el acuerdo. Además, en octubre, la subsecretaria de Relaciones Exteriores de México, Carmen Moreno Toscano, realizó una visita de trabajo a España como objetivo de ampliar el diálogo político “clave” entre ambos países y destacó que la relación bilateral es “amplia, sólida y dinámica, por los lazos de amistad y la voluntad de cooperación entre los dos países”, y “que es sumamente rica, no solo por nuestra historia y cultura común, sino por nuestros intercambios comerciales y humanos”.
En 2023, empresarios y autoridades de ambos países celebraron varias cumbres bilaterales para mantener un vínculo cada vez más cercano entre las dos economías altamente correlacionadas, ya que la relación comercial entre España y México favorece al desarrollo de sus respectivos PIB.

## Visitas de alto nivel

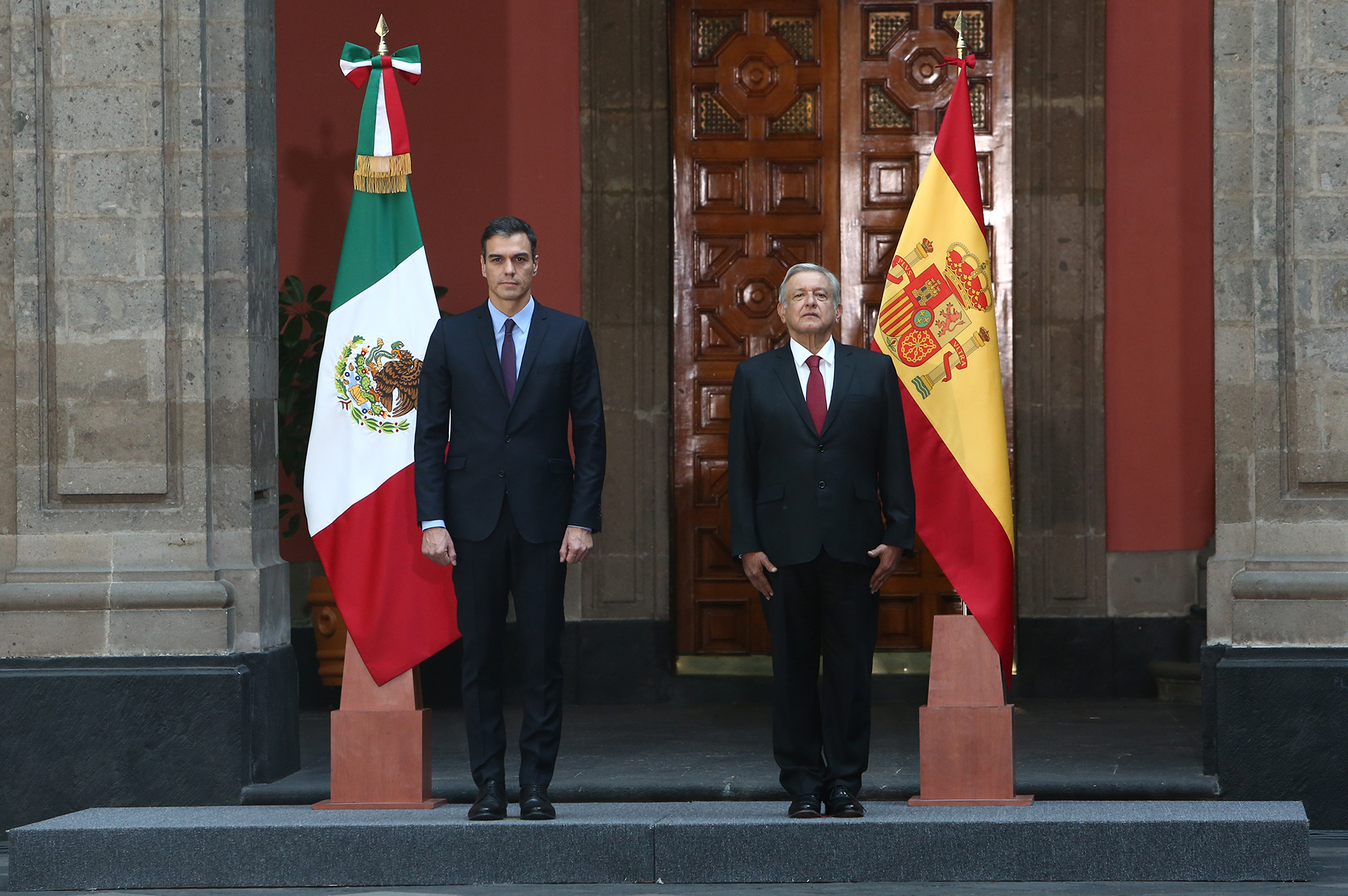
El presidente mexicano Andrés Manuel López Obrador y el presidente del Gobierno español Pedro Sánchez en Ciudad de México (enero de 2019).

Visitas de alto nivel de España a México
- Presidente Adolfo Suárez (1977)
- Rey Juan Carlos I (1978, 1990, 1991, 1993, 1997, 2002)
- Reina Sofía (1983, 1985, 2000)
- Presidente Felipe González (1985, 1987)
- Príncipe de Asturias Felipe de Borbón (1991, 2000, 2004, 2006, 2008, 2012)
- Rey Felipe VI (2014, 2015, 2018)
- Presidente José María Aznar (1996, 2001, 2002, 2003)
- Presidente José Luis Rodríguez Zapatero (2004, 2007)
- Presidente Mariano Rajoy (abril y junio de 2012, 2014)
- Presidente Pedro Sánchez (2019)

Visitas de alto nivel de México a España
- Presidente José López Portillo (1977)
- Presidente Miguel de la Madrid (1985)
- Presidente Carlos Salinas de Gortari (1992)
- Presidente Ernesto Zedillo (1996, 2000)
- Presidente Vicente Fox (2001, 2002, 2005, 2006)
- Presidente Felipe Calderón (2007, 2008, 2010, 2012)
- Presidente Enrique Peña Nieto (2014, 2018)

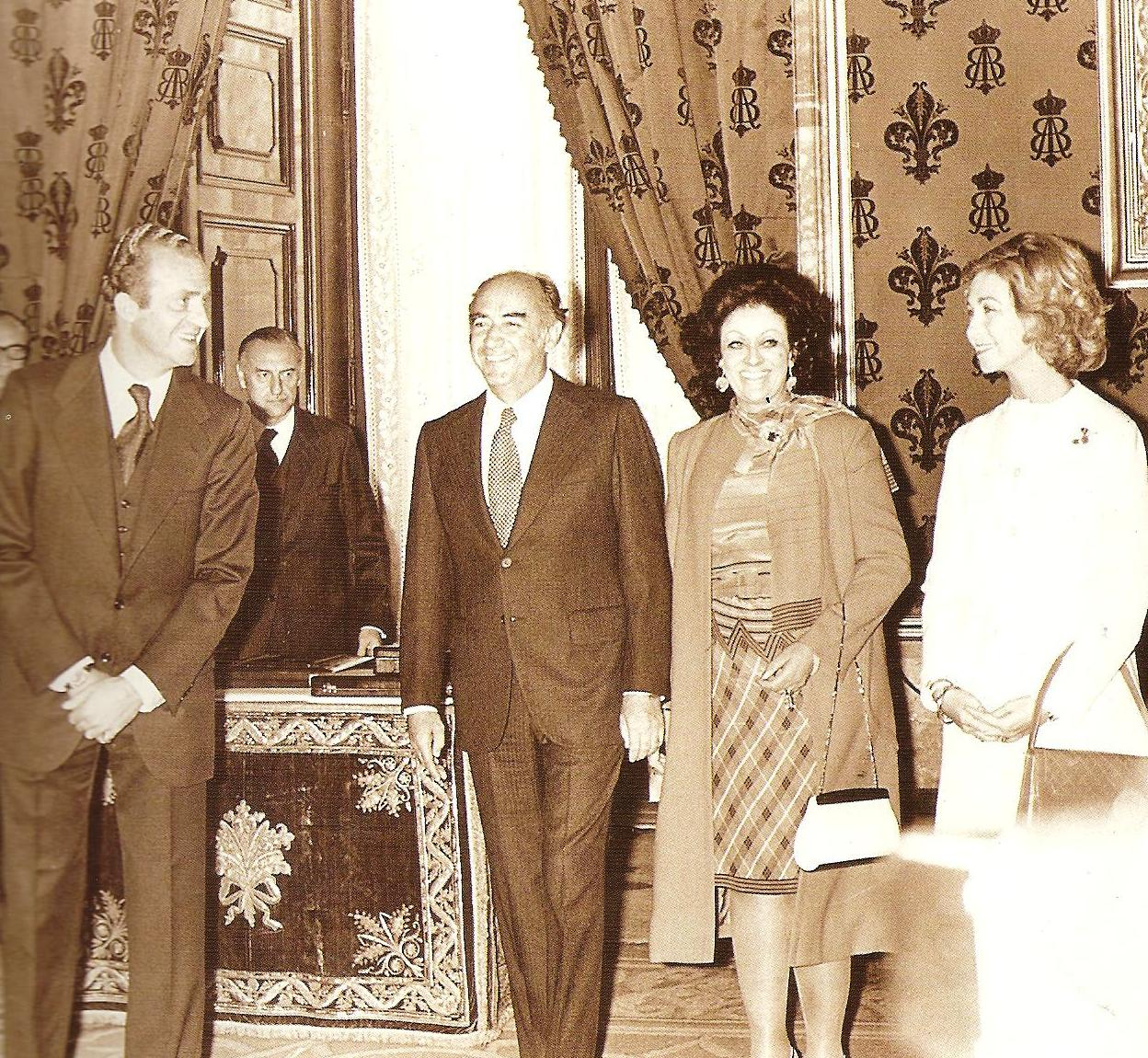
El presidente José López Portillo y su esposa, Carmen Romano, con el rey Juan Carlos I y la reina Sofía en Madrid, octubre de 1977.
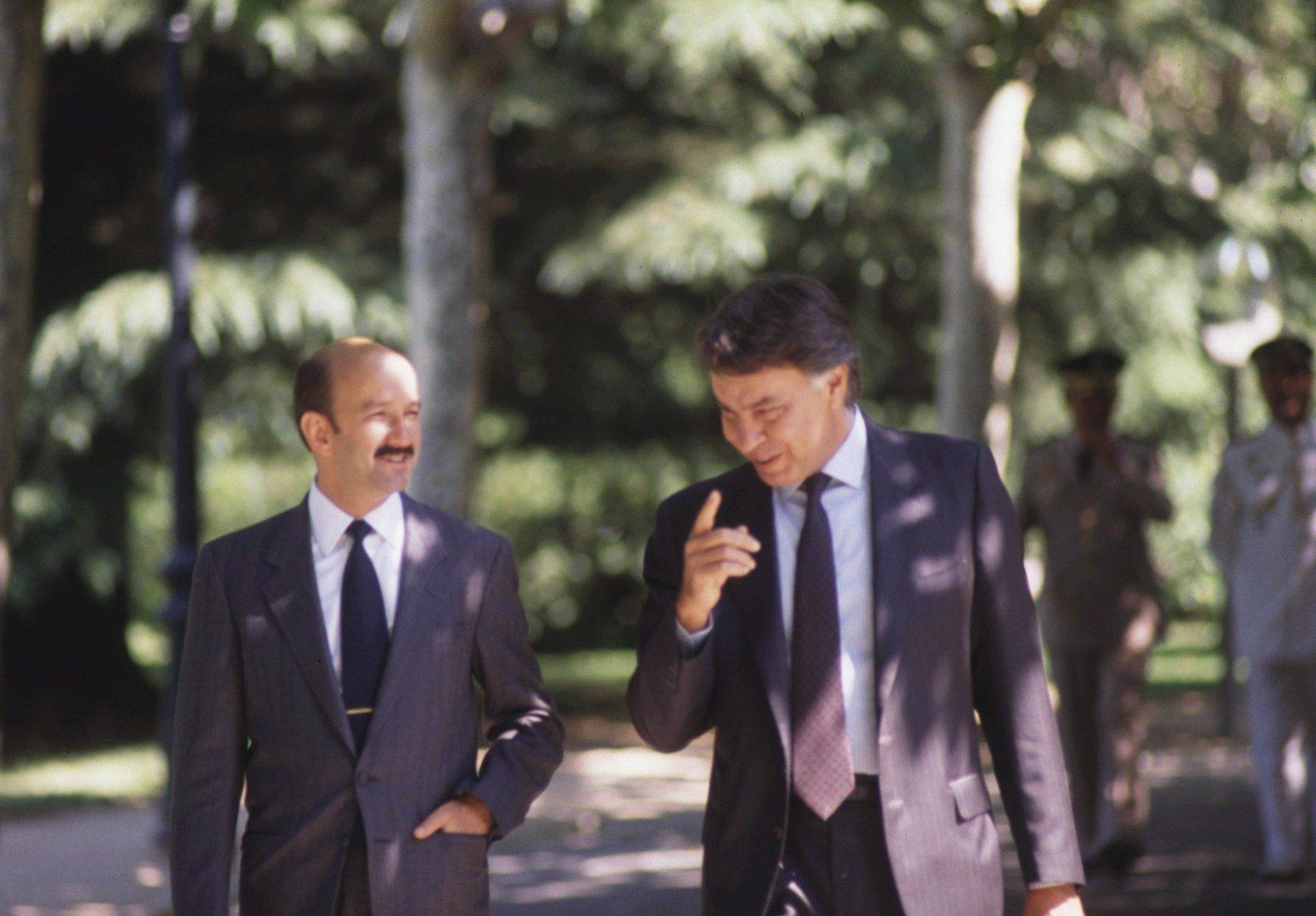
El presidente Carlos Salinas de Gortari con el presidente Felipe González en Madrid, 1989.
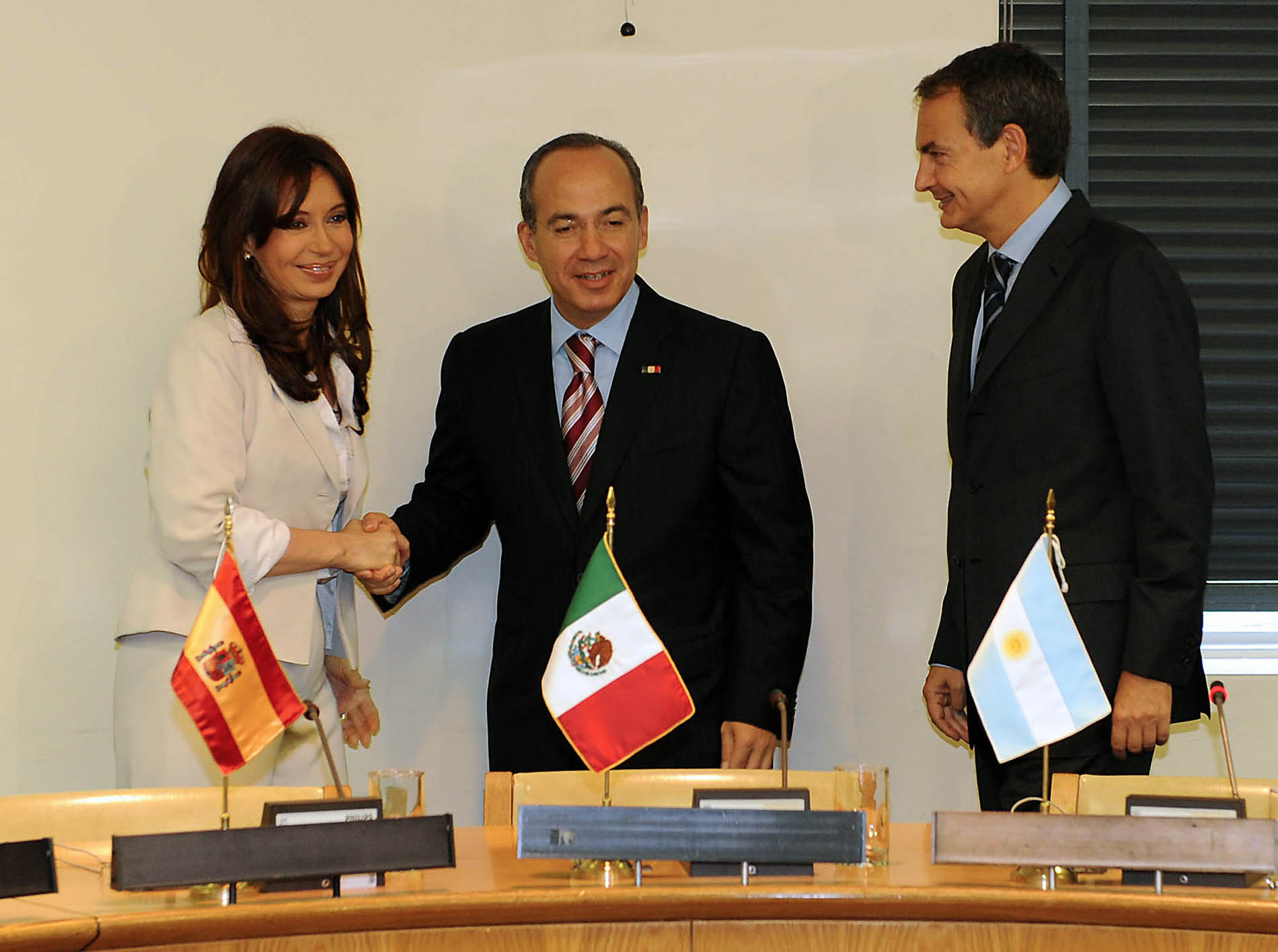
El presidente Felipe Calderón, la presidenta argentina Cristina Fernández y el presidente José Luis Rodríguez Zapatero en Nueva York, 2009.
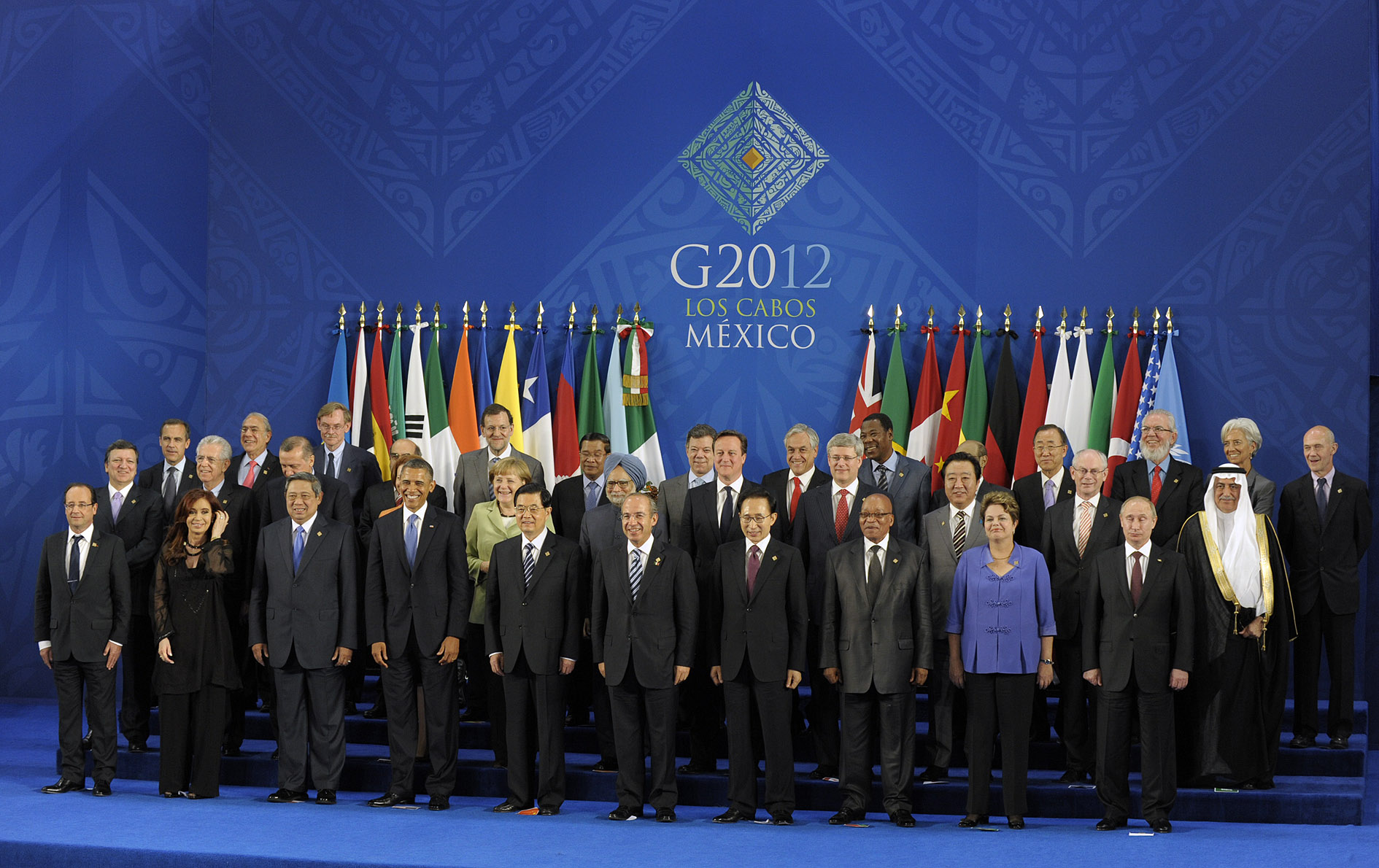
El presidente Felipe Calderón y el presidente Mariano Rajoy en Los Cabos, 2012.
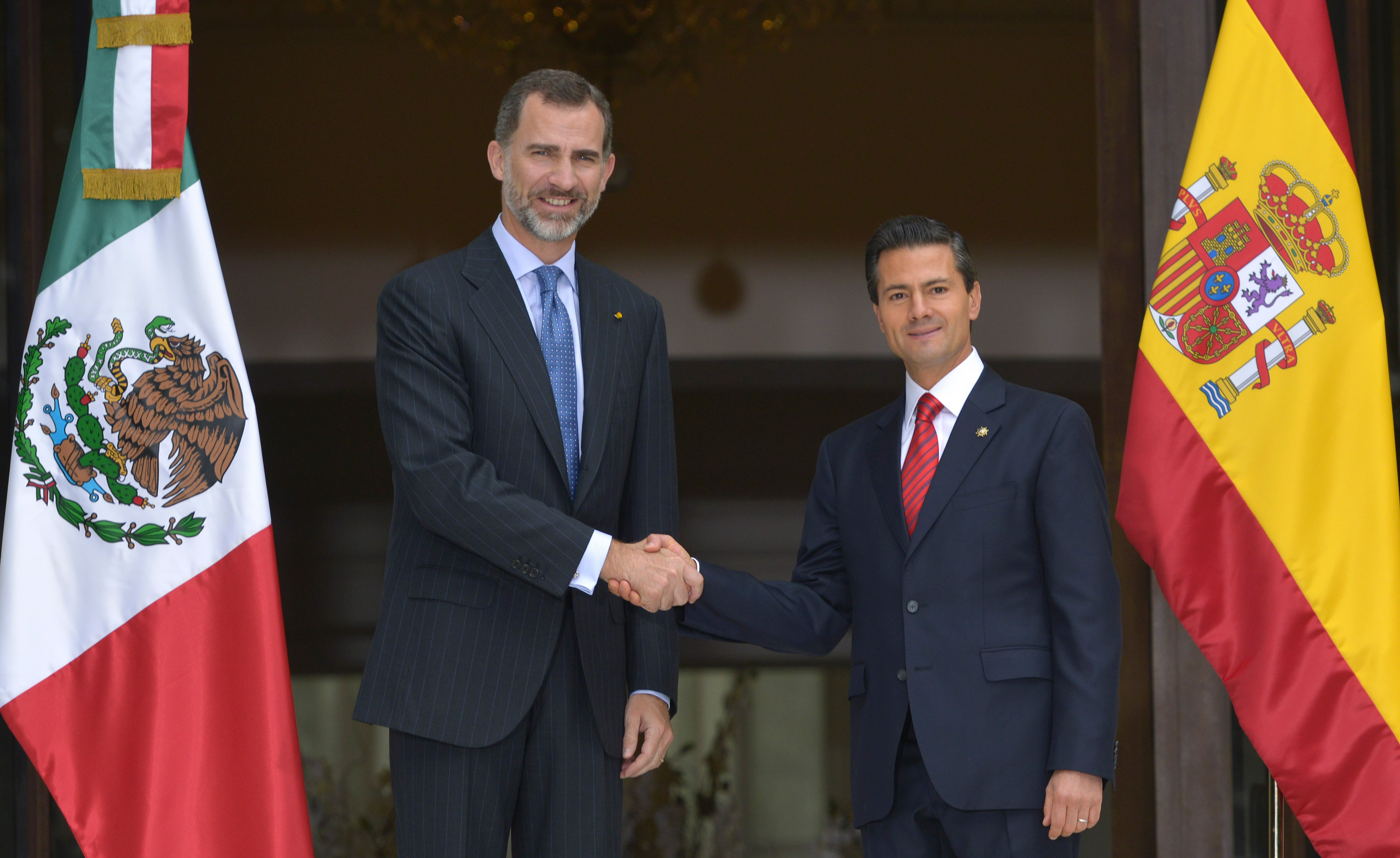
El rey Felipe VI y el presidente Enrique Peña Nieto en la Ciudad de México, 2015.
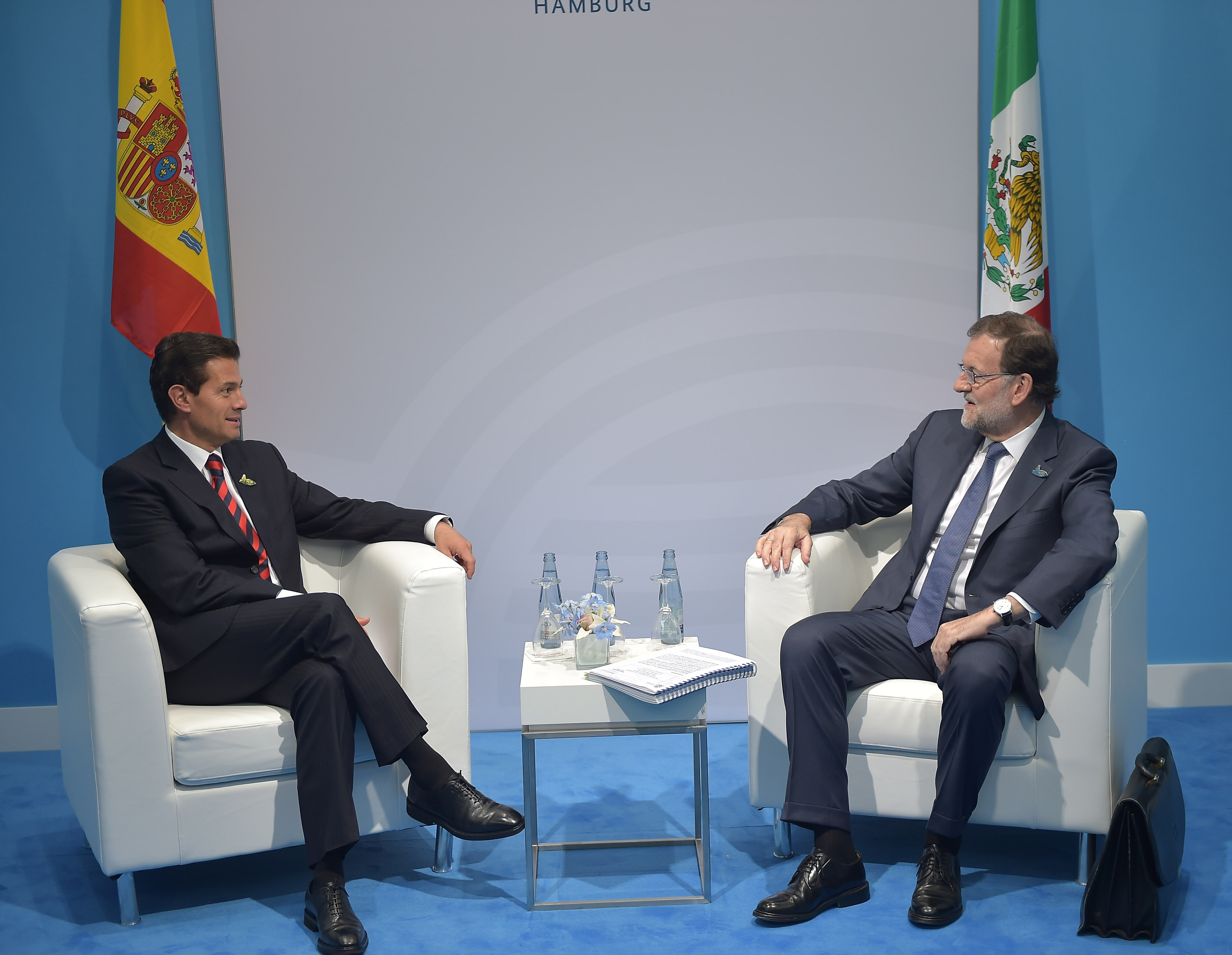
El presidente Enrique Peña Nieto y el presidente Mariano Rajoy en Hamburgo, 2017.
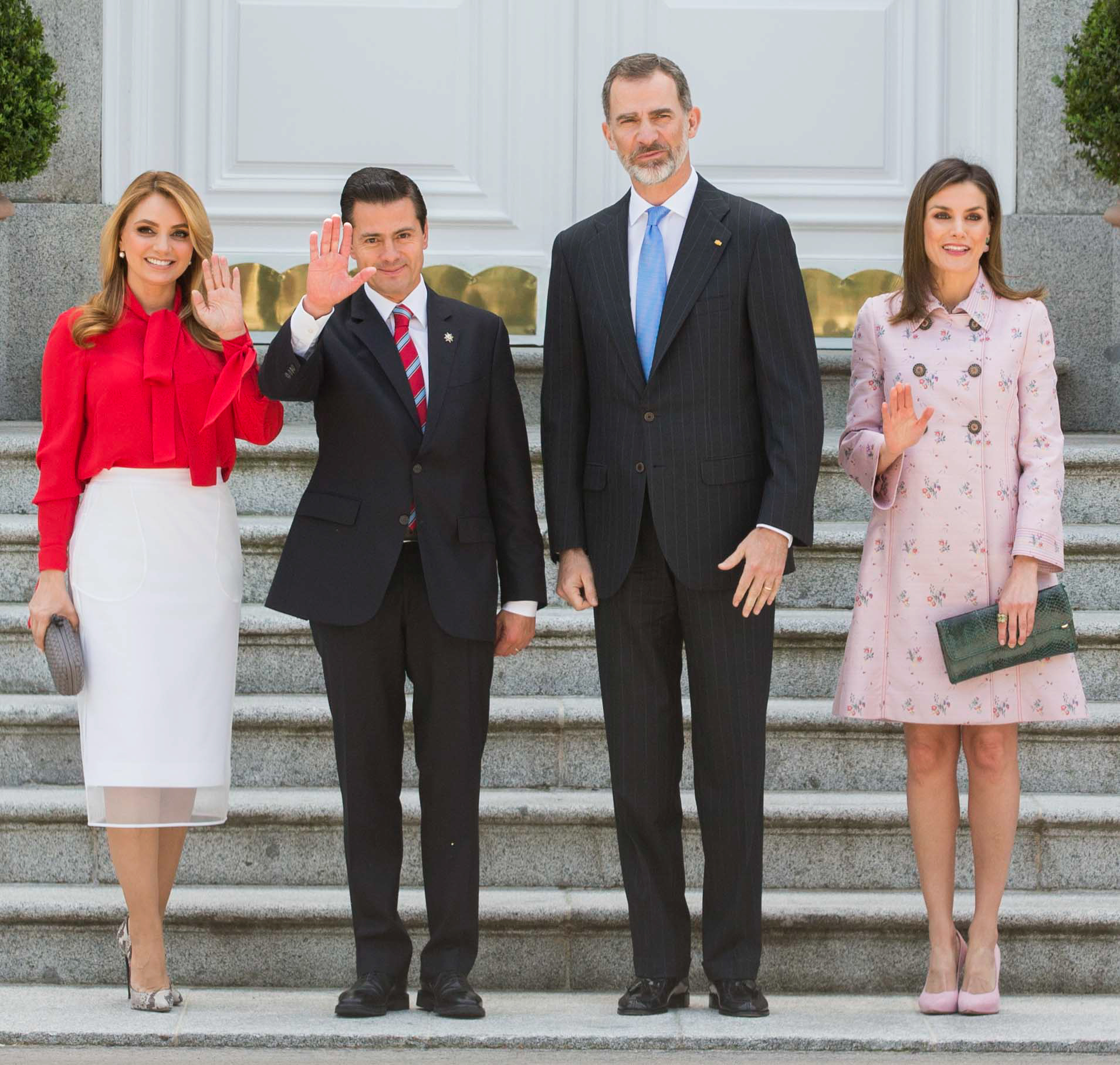
El presidente Enrique Peña Nieto y el rey Felipe VI en Madrid, 2018.
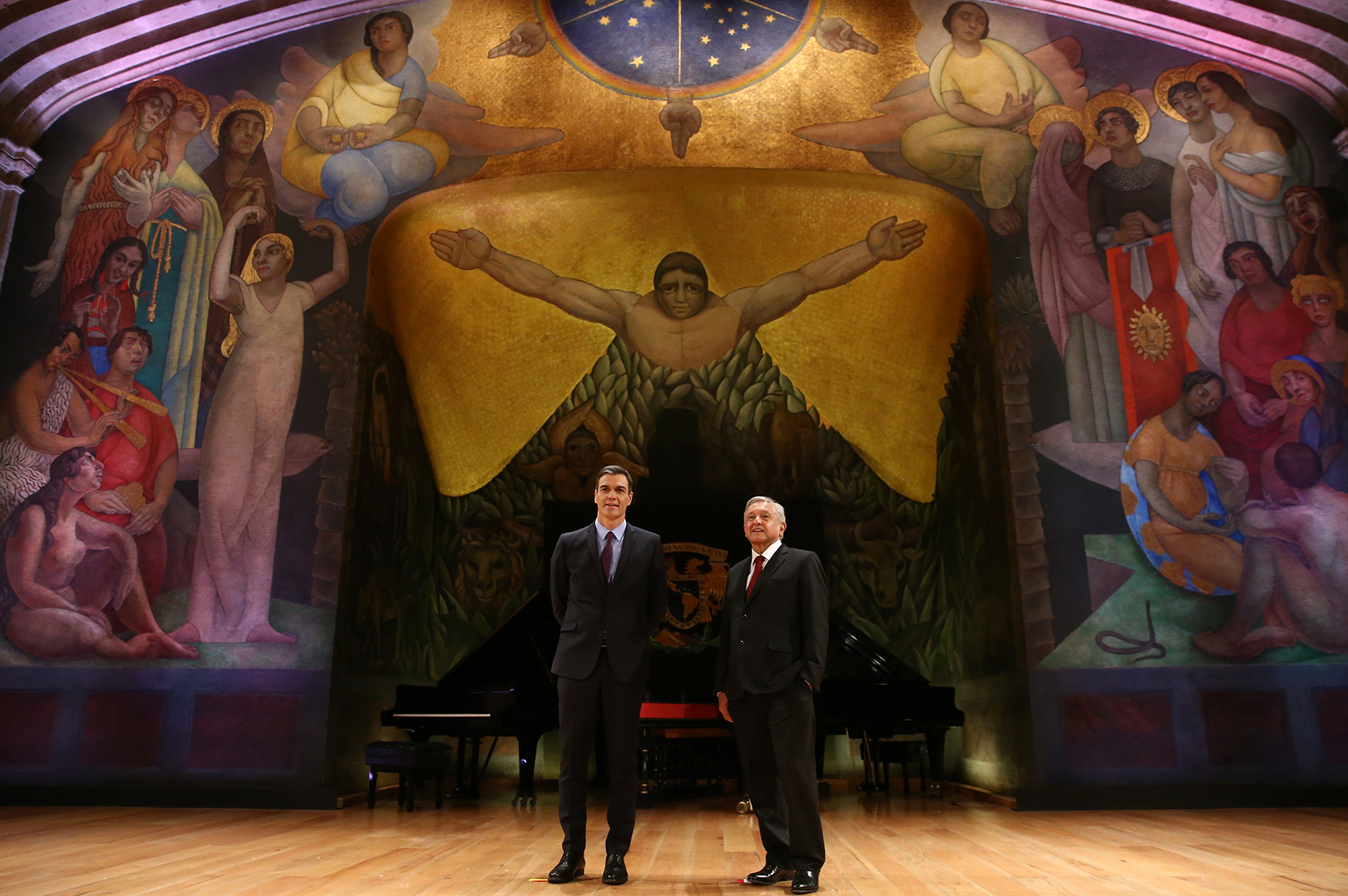
El presidente Pedro Sánchez y el presidente Andrés Manuel López Obrador en la Ciudad de México, 2019.

## Acuerdos bilaterales
A lo largo de los años, ambas naciones han firmado numerosos acuerdos y tratados bilaterales, como un Acuerdo de Cooperación Científica y Técnica (1977); Acuerdo sobre la eliminación de visas (1977); Acuerdo de Cooperación Cultural y Educativa (1978); Acuerdo sobre cooperación en materia de energía nuclear con fines pacíficos (1979); Acuerdo de transporte aéreo (1979); Acuerdo de Cooperación Económica y Comercial (1980); Tratado de Extradición (1984); Acuerdo para evitar la doble imposición (1984); Acuerdo de turismo (1996); Acuerdo sobre Promoción y Protección de Inversiones (1997); Acuerdo de Cooperación entre el Banco de México y Banco de España (2014) y un Acuerdo de Cooperación contra la Delincuencia Organizada (2014).

## Cooperación cultural
Ambos países han establecido centros culturales en sus respectivas capitales con el fin de impulsar el desarrollo, tanto de España como de México, a través de un mayor conocimiento de ambas naciones en temas culturales, económicos, gastronómicos, de emprendimiento, turismo y de desarrollo comunitario.
España es el país europeo con el que México ha sostenido tradicionalmente el mayor intercambio académico. Ambos países promueven activamente el español como símbolo de identidad y patrimonio común. En 2015, los reyes de España atestiguaron la firma de un acuerdo entre la Universidad Nacional Autónoma de México (UNAM), el Instituto Cervantes y la Universidad de Salamanca, para implantar en México el Servicio Nacional de Evaluación de la Lengua en Español (SIELE), que permite acreditar el dominio y el nivel del español de cualquier usuario por vía electrónica.
El flamenco y el mariachi son dos géneros de música latina, reconocidos como Patrimonio cultural inmaterial de la Humanidad, siendo emblemas de la cultura española y mexicana respectivamente. Asimismo, se han popularizado entre las sociedades de ambos países con el intercambio de artistas de la música y la danza.
Cabe destacar que en España viven descendientes de la realeza azteca y conservan títulos nobiliarios. En mayo de 2022, en el marco de la celebración del 45 aniversario del restablecimiento de las relaciones entre ambos países, México reforzó la promoción cultural y la cooperación académica con España. En el mismo mes, el arqueólogo mexicano responsable de la excavación de Tenochtitlan, Eduardo Matos Moctezuma, fue distinguido con el Premio Princesa de Asturias de Ciencias Sociales y argumentó que ambos países deberían estrechar aún más sus relaciones. Asimismo, en octubre, afirmó que "España y México están unidos por lazos indisolubles" y que "deben dirigirse hacia un futuro promisorio".
Desde junio de 2022, el Grupo de Ciudades Patrimonio de la Humanidad de España y la Asociación Nacional de Ciudades Mexicanas Patrimonio Mundial han acordado fortalecer sus relaciones con el objetivo de fomentar la cooperación mutua y el intercambio de información, de experiencias y de buenas prácticas en las materias relacionadas con la defensa del patrimonio, la cultura y la promoción turística. Este acuerdo ha quedado plasmado en la firma de una carta de intenciones que han rubricado el presidente del Grupo de Ciudades Patrimonio de la Humanidad de España, Carlos García Carbayo, y la presidenta de la asociación mexicana, Loredana Montes, tras la celebración de una reunión que han mantenido en la sede del Fideicomiso Centro Histórico de la Ciudad de México.
En 2022, se cumplieron 40 años de la firma del hermanamiento entre la ciudad de Guadalajara en Castilla-La Mancha (España) y la correspondiente Guadalajara en Jalisco (México). Asimismo, se constituyó el hermanamiento de la ciudad de Valladolid en Castilla y León (España) con la homóloga Valladolid en Yucatán (México), de manera que ambas ciudades han quedado ligadas institucionalmente, fomentando el contacto humano y los lazos culturales propios de cada cultura.
En febrero de 2023, se firmó el hermanamiento de los Santuarios dedicados a la Virgen de Guadalupe en España y México.

## Transporte
Hay vuelos directos entre España y México a través de las siguientes aerolíneas: Aeroméxico, Air Europa, Iberia, Iberojet, Wamos Air y World2Fly.

## Relaciones comerciales
En 1997, México firmó un tratado de libre comercio con la UE, de la que España es miembro. En 2023, el comercio bilateral entre ambas naciones ascendió a $7.4 mil millones de dólares. Las exportaciones de México a España incluyen: petróleo crudo, medicina, alcohol, pescado y teléfonos móviles, entre otras cosas; mientras que las exportaciones españolas a México incluyen: vehículos, piezas de vehículos y vino. México es el mayor socio comercial de España en América Latina.
Varias compañías multinacionales españolas prominentes operan en México, tales como: Banco Bilbao Vizcaya Argentaria, Banco Santander, Telefónica y Zara; mientras que varias compañías multinacionales mexicanas operan en España, como por ejemplo: ALFA, Cemex, Gruma, Grupo Bimbo y Softtek (entre otros).

## Misiones diplomáticas residentes
- España tiene una embajada y consulado-general en la Ciudad de México[78] y consulados-generales en Guadalajara[79] y en Monterrey.[80]

- México tiene una embajada en Madrid[81] y un consulado en Barcelona.[82]

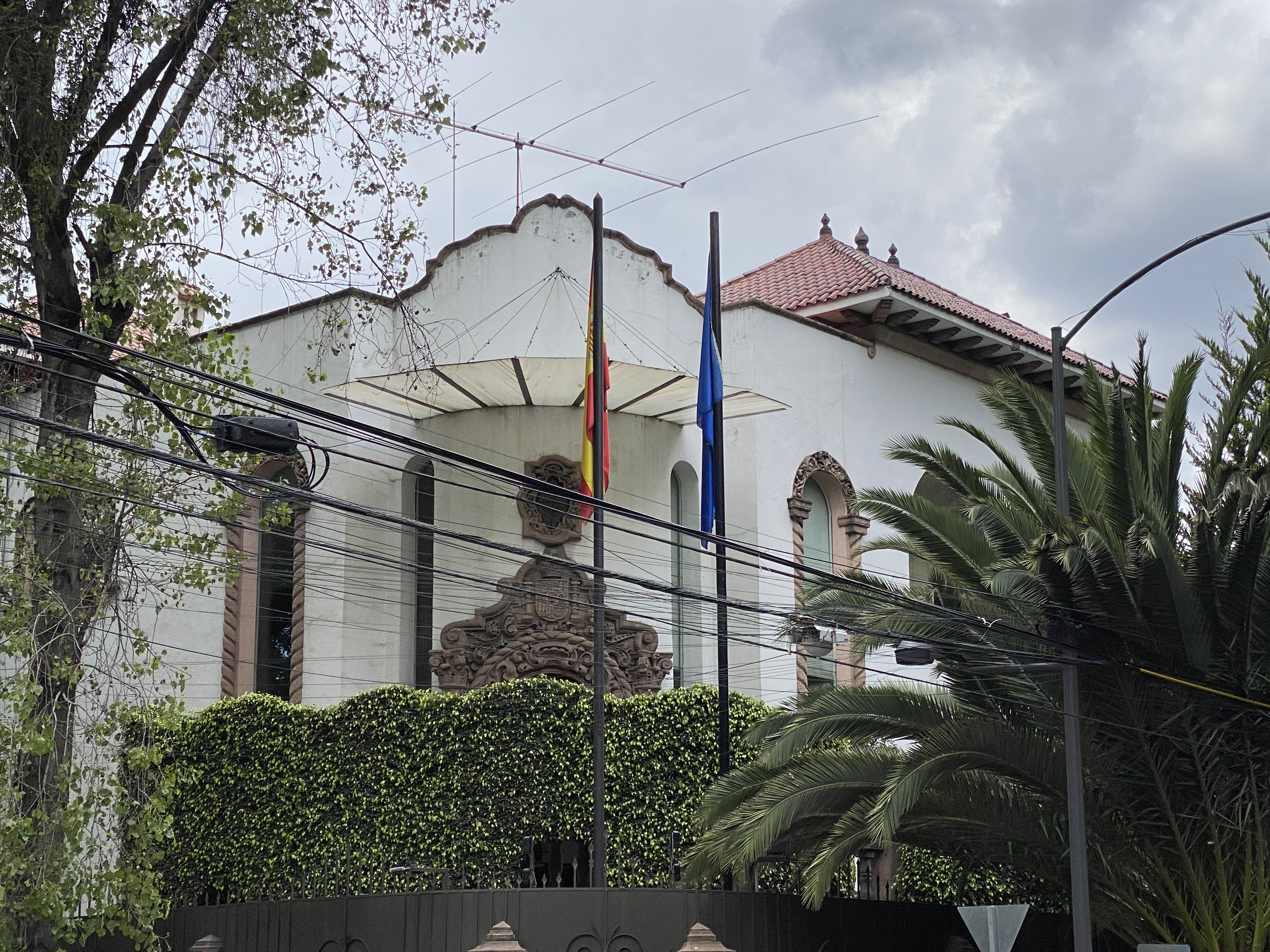
Embajada de España en la Ciudad de México.
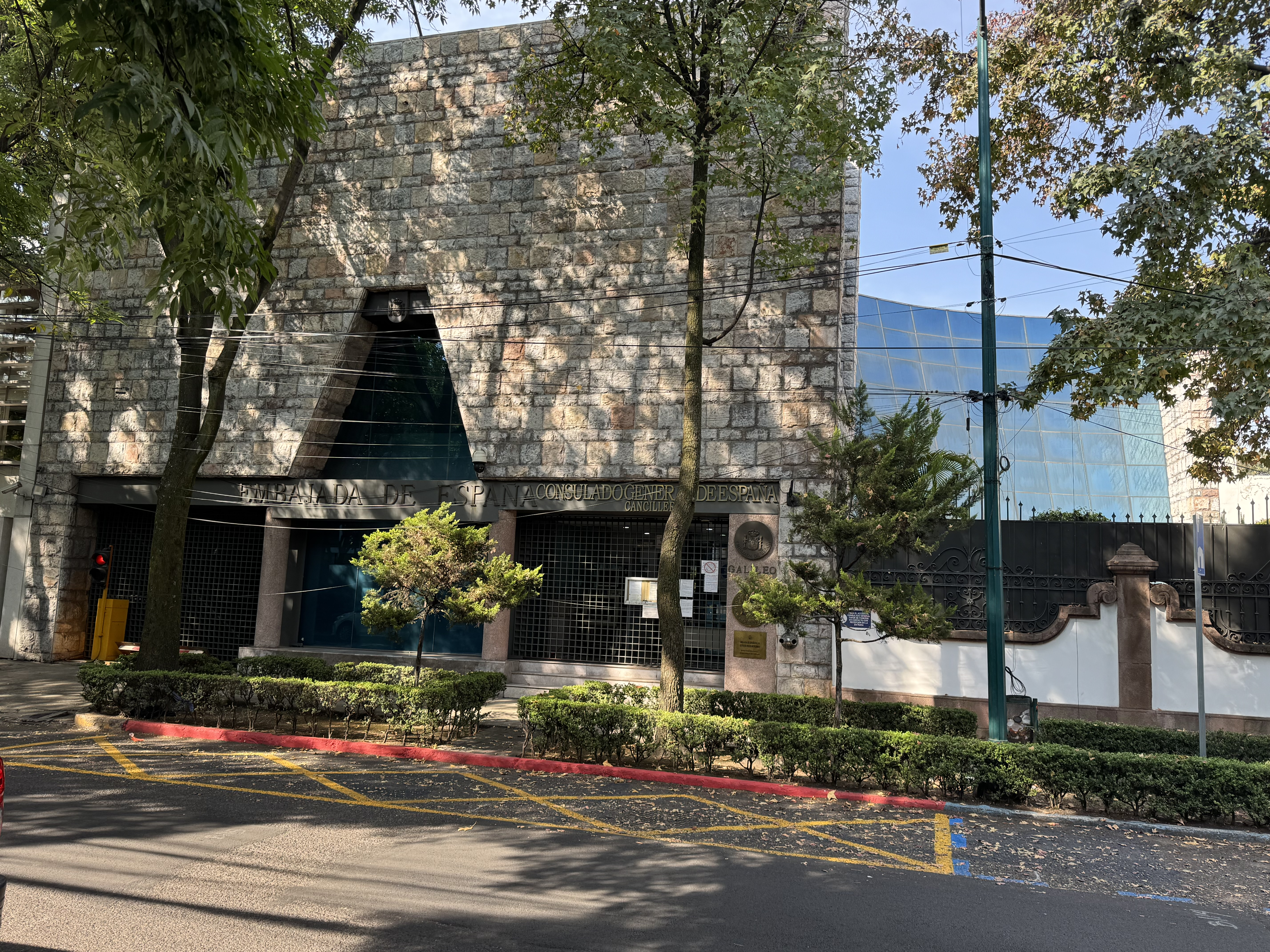
Consulado-General de España en la Ciudad de México.
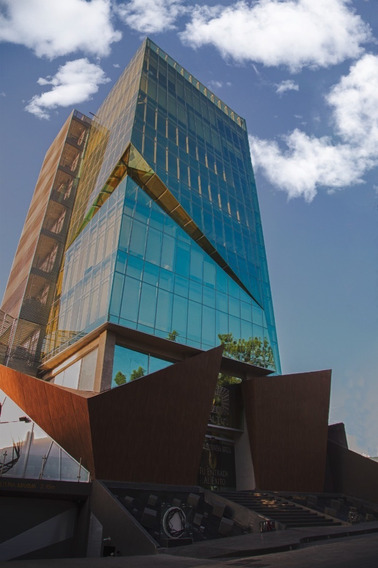
Edificio alojando al Consulado-General de España en Guadalajara.

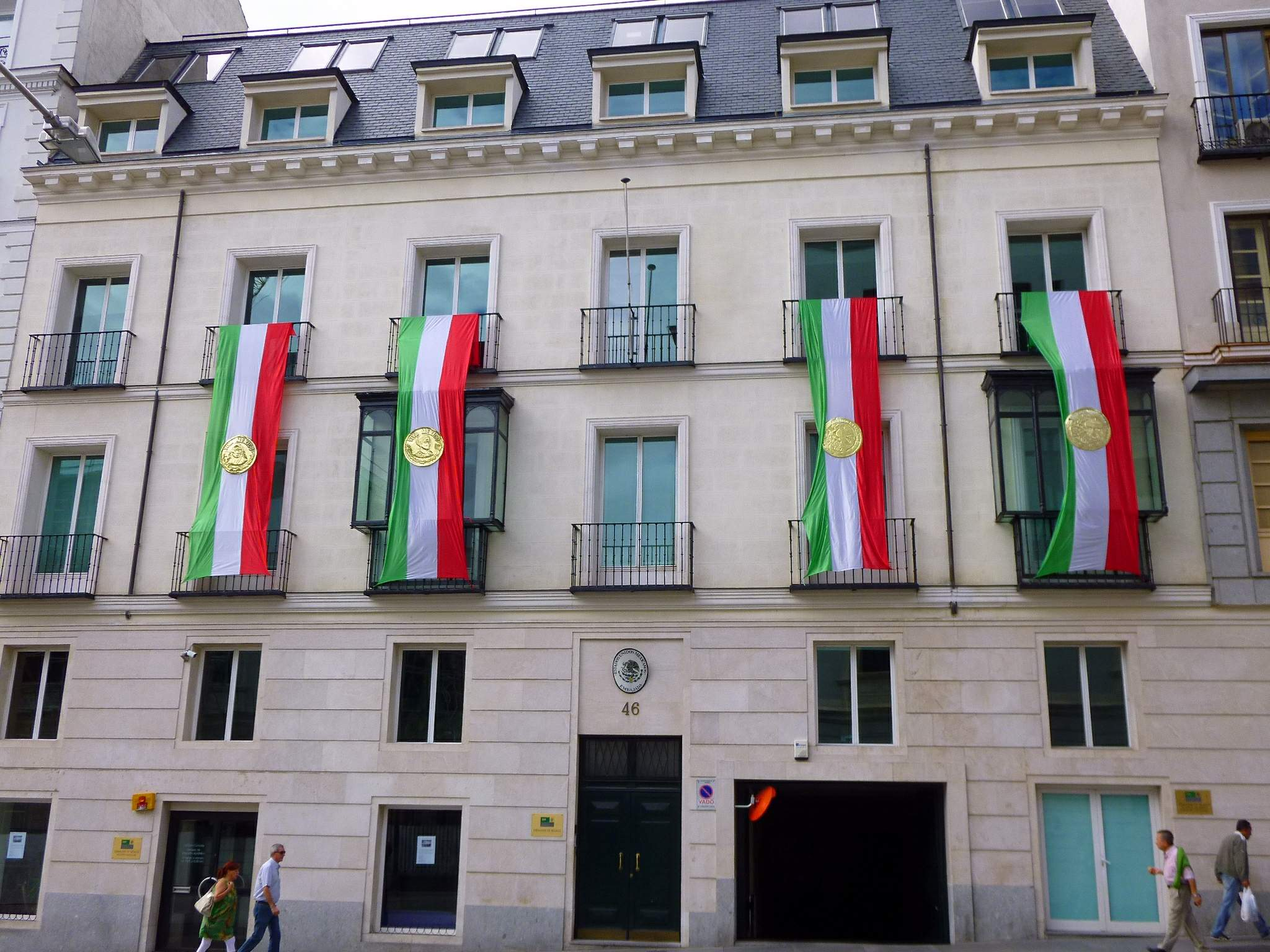
Embajada de México en Madrid.
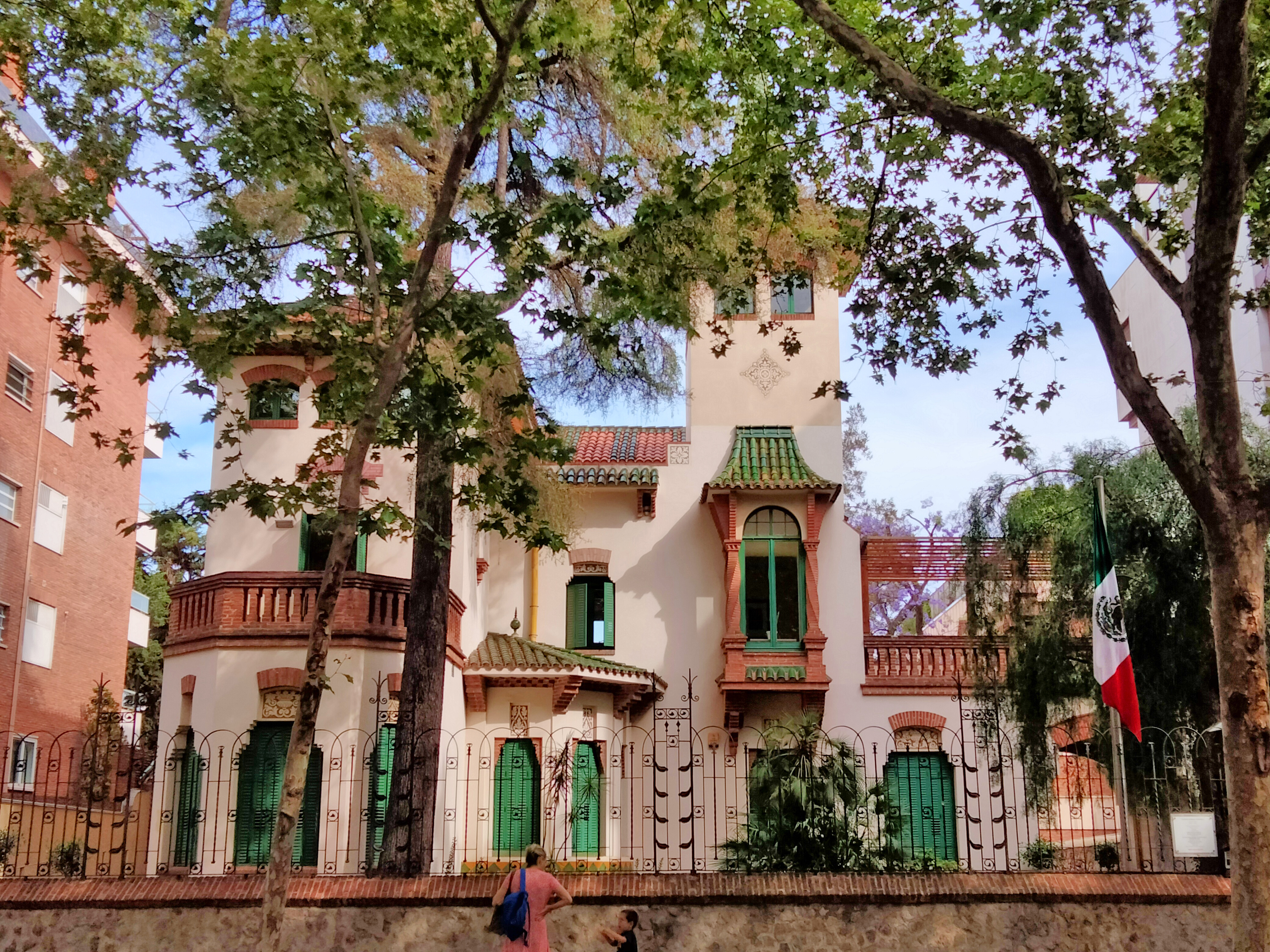
Consulado de México en Barcelona.